# Peugeot 104
Peugeot 104 byl miniautomobil francouzské automobilky Peugeot. Vyráběl se od roku 1972 do května 1988. Nejprve byl v provedení pouze jako 4dveřový s malým zavazadlovým prostorem, ale následující rok přibyl i 3dveřový (oficiálně Coupé) se zkráceným rozvorem. V průběhu roku 1976 byly k dispozici za příplatek na 4dveřovou verzi páté dveře, díky nimž se ze 104 stala 5dveřová verze.
104 měla premiéru s nově vyvinutým hliníkovým, čtyřválcovým motorem, kde měly motor s převodovkou společnou olejovou náplň a válce byly nakloněny pod 72stupňovým úhlem směrem dozadu. Motor s objemem 954 cm³ měl výkon 45 k a další motor o objemu 1 124 cm³ měl 50 k. Motory s objemem 1 360 cm³ byly ve výkonových verzích se 60, 72 a 79 k.
Za 16 let výroby bylo vyrobeno na 1 624 992 těchto vozů. Peugeot 104 byl jeden z nejúspěšnějších evropských malých modelů 70. let. V roce 1975 byl představen sportovní typ 104 ZS, který dosahoval výkonu 48 kW. V 80. letech přišel ústup z většiny evropských trhů.
Vůz byl základem pro typy Citroën LN a Talbot Samba.

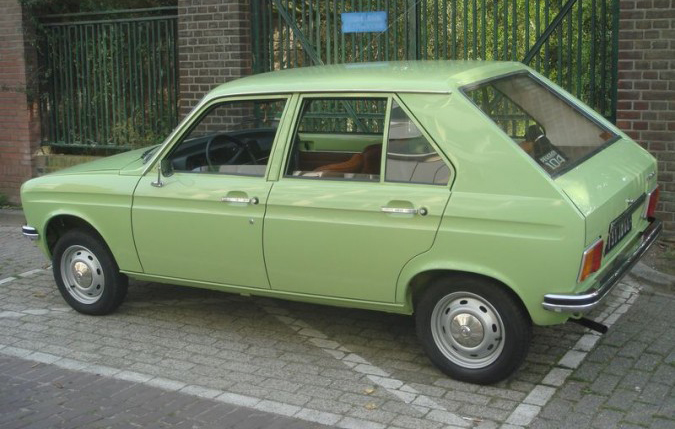
Peugeot 104 (1972–1976)
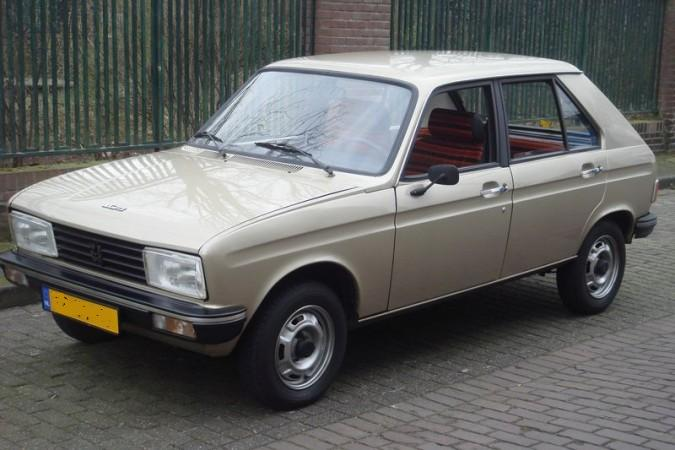
Peugeot 104 (1976–1988)
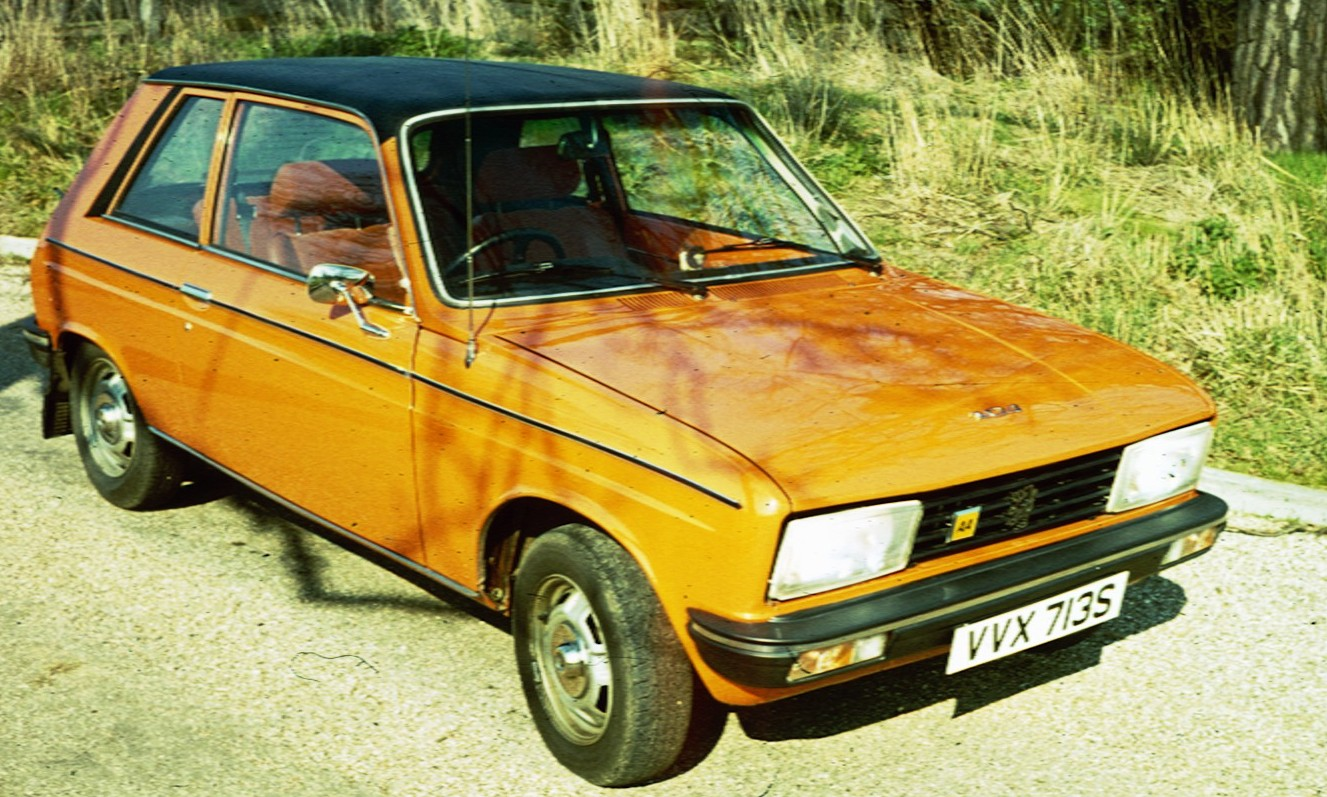
Peugeot 104 Z (1976–1988)